# Sedalia (Carolina do Norte)
Sedalia é uma cidade  localizada no estado norte-americano de Carolina do Norte, no Condado de Guilford.

## Demografia
Segundo o censo norte-americano de 2000, a sua população era de 618 habitantes.
Em 2006, foi estimada uma população de 659, um aumento de 41 (6.6%).

## Geografia
De acordo com o United States Census Bureau tem uma área de 6,0 km², dos quais 6,0 km² cobertos por terra e 0,0 km² cobertos por água.

## Localidades na vizinhança
O diagrama seguinte representa as localidades num raio de 16 km ao redor de Sedalia.